# Çağrı Şensoy
Çağrı Şensoy (* 17. April 1986 in Istanbul) ist ein türkischer Schauspieler.

## Leben und Karriere
Şensoy wurde am 17. April 1986 in Istanbul geboren. Er besuchte den Theaterzweig des Berufsfachgymnasiums Pera Güzel Sanatlar Lisesi. Später studierte er an der Universität Istanbul. Danach absolvierte er den Masterstudiengang an der Kadir Has Üniversitesi fort. Sein Debüt gab er 2006 in der Fernsehserie Sıla. 2011 war er in der Serie Mazi Kalbimde Yaradır zu sehen. Zwischen 2016 und 2017 spielte er in der Serie Muhteşem Yüzyıl: Kösem. Von 2017 bis 2018 bekam er eine Rolle in Savaşçı. Seit 2019 spielt Şensoy in der Serie Kuruluş: Osman mit.

## Filmografie
Filme
- 2009: Güz Sancısı
- 2012: Veda Makamı
- 2013: Derin Düşün-ce
- 2014: Meddah
- 2015: Kendinol

Serien
- 2006: Sıla
- 2008: Ölüm Çiçekleri-Saraybosna
- 2010: Çakıl Taşları
- 2011: Mazi Kalbimde Yaradır
- 2011: Kavak Yelleri
- 2012: Esir Şehrin Gözyaşları - Bir Ferhat ile Şirin Hikayesi
- 2014: Günahkar
- 2014–2015: Aşkın Kanunu
- 2016: 46 Yok Olan
- 2016–2017: Muhteşem Yüzyıl: Kösem
- 2017–2018: Savaşçı
- 2018: Mordkommission Istanbul
- seit 2019: Kuruluş Osman